# Vajola

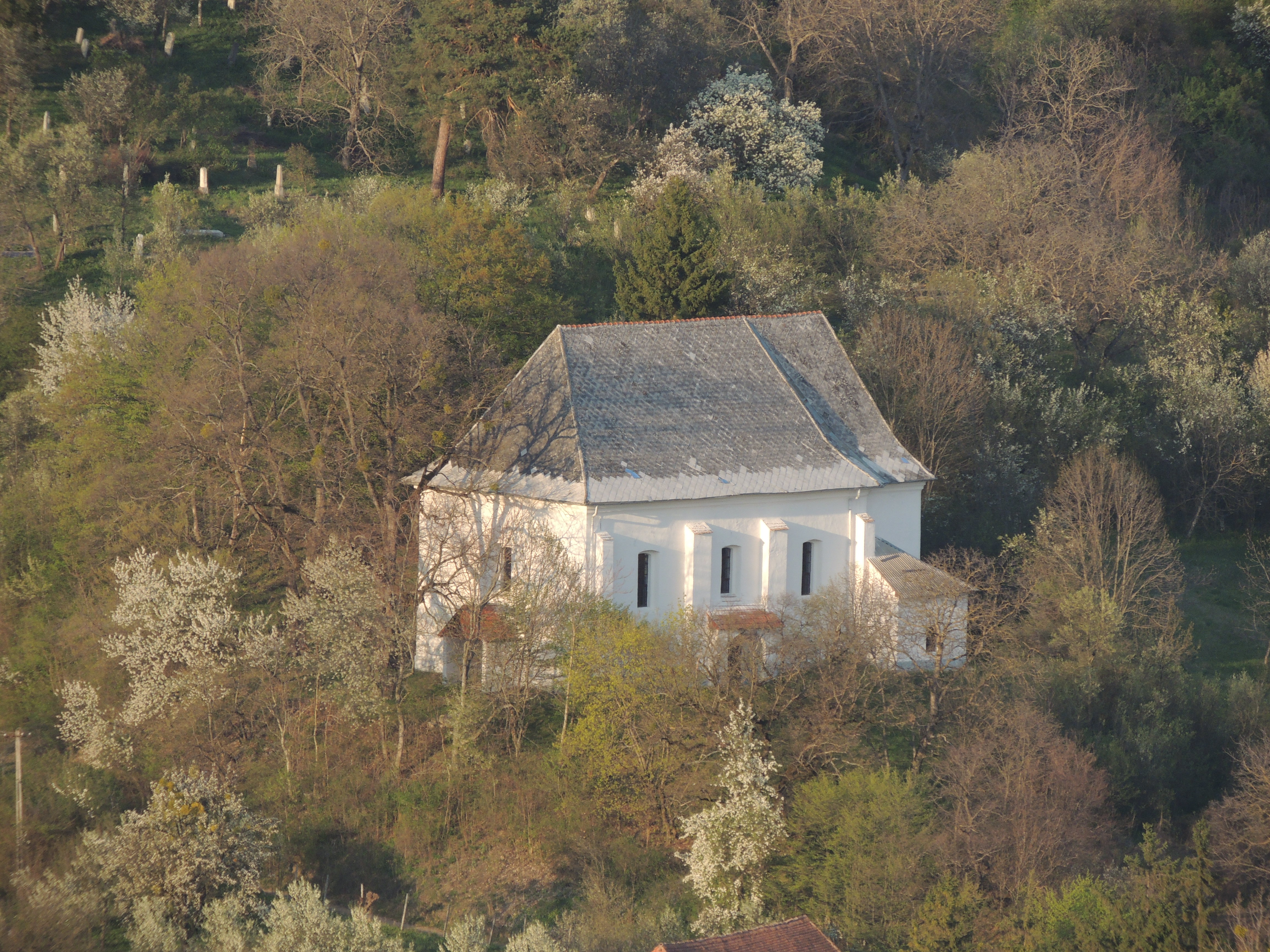
Evangélikus templom

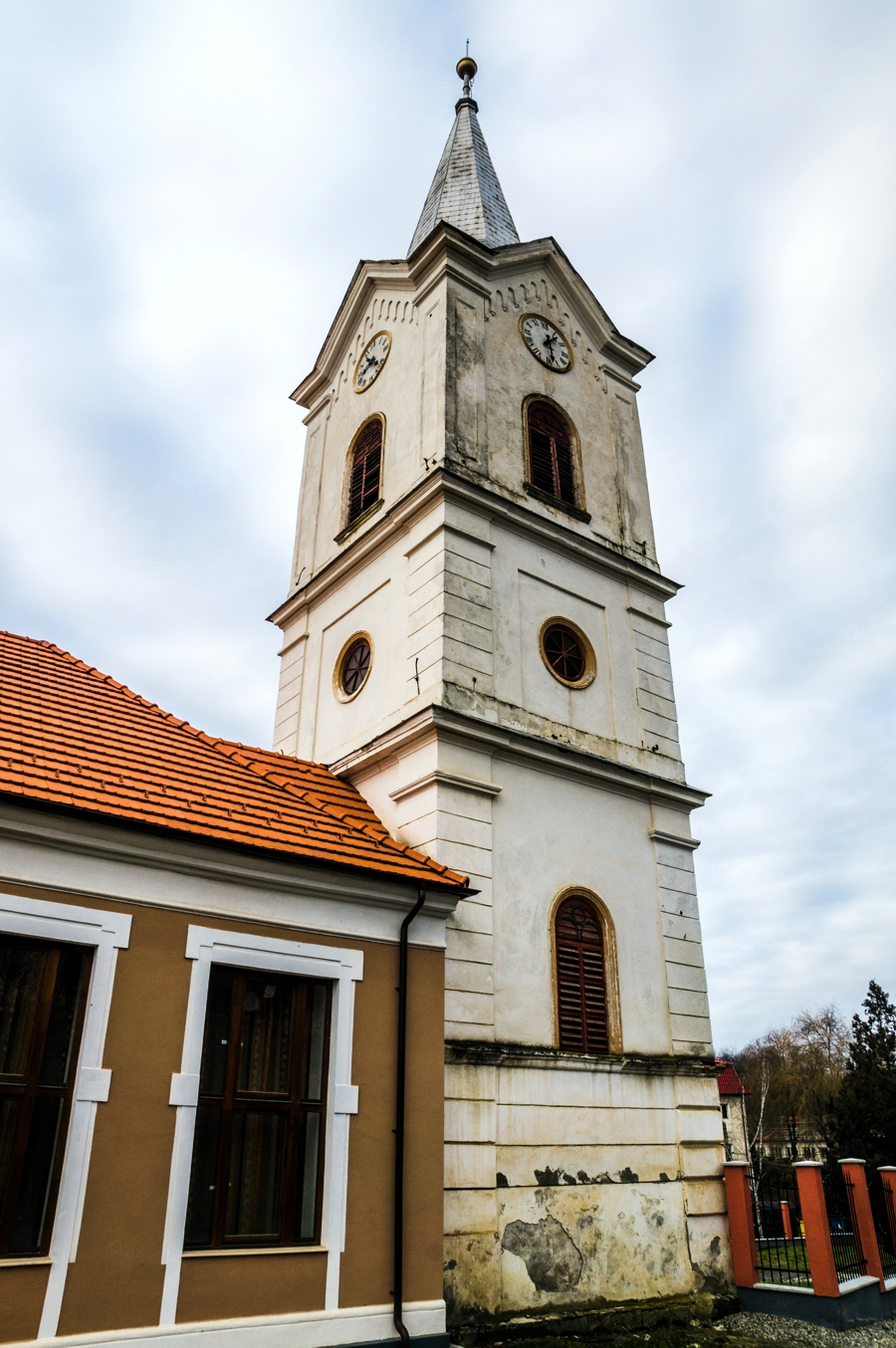
Az evangélikus templom harangtornya

Vajola (románul Uila, németül Weilau, szászul Wela) falu Romániában, Erdélyben, Maros megyében, Szászrégentől 22 km-re északnyugatra, a Mezőség keleti peremén.

## Története
1228-ban a mai falu határában említették Radus falut, amely az első tatárjárásban vsz. elpusztult, de neve fönnmaradt a későbbi Ruadesch dűlőnévben. Vajolát először 1319-ben említi oklevél Veylla, majd 1455-ben Wayola néven. A középkorban határában feküdt Szarvasmező (1381) falu.
Bár szász telepítésű falu, nem a Szászföldhöz, hanem mindvégig Kolozs vármegyéhez tartozott és lakói jobbágyi sorba süllyedtek. Szász evangélikus egyházközsége a reformáció idejétől 1850-ig a református szuperintendencia alatt álló nagysajói káptalan részét képezte.
Az 1820-as úrbéri konskripciókor lakói elhatározták, hogy lerázzák magukról a jobbágyi terheket, a külsőségeket pedig sajátjukként jelentették be. Amikor a biztosok kiszálltak, hogy határát fölmérjék, a falusiak félreverték a harangokat és elüldözték őket a faluból.
A német hatóságok 1944. szeptember 12-én 640 szász lakosát evakuálták Németországba. Közülük 1945 tavaszán 270-en visszatértek, de házukban már ott találták az időközben betelepített székelyeket és románokat. Maradék szász lakossága az 1970-es és az 1990-es években vándorolt el.
A faluban élő cigányok többsége úgynevezett „szász” cigány. Az első cigányokról 1810-ben történik említés, és magyar családneveik miatt valószínű, hogy valamely magyar lakosságú faluból költöztek Vajolára. Valamennyien felvették az evangélikus vallást és átvették a szász kultúra számos elemét.

## Lakossága
- 1850-ben 890 lakosából 854 volt német és 36 cigány nemzetiségű; 886 evangélikus vallású.
- 1910-ben 914 lakosából 762 volt német, 108 cigány és 35 román anyanyelvű; 821 evangélikus, 38 görögkatolikus és 36 református vallású.
- 2002-ben 602 lakosából 215 volt román, 197 cigány, 175 magyar és 12 német nemzetiségű; 231 ortodox, 197 evangélikus, 166 római katolikus és 10 református vallású.

## Látnivalók
- Középkori evangélikus templomát 1778-ban jelentősen átépítették, harangtornya 1728-ban épült.

## Gazdasága
A szántóföldi gazdálkodás mellett jelentős gyümölcstermesztő falu. Híres a vajolai cseresznye.